# Vlag van Dison
De vlag van Dison is op onbekende datum bij raadsbesluit vastgesteld als de vlag van de Luikse gemeente Dison. De vlag kan als volgt worden beschreven:
Twee evenlange banen van blauw en geel, met op het blauw, drie weversspoeltjes, twee in saltire, de derde blauwzwart op de andere twee, waaraan een geweven ketting hangt, een vlies, allemaal geel.
De vlag komt overeen met het vlagontwerp van de Raad van Heraldiek en Vexillologie (Frans: Conseil d’héraldique et de vexillologie). De kleuren van de vlag en de gele elementen zijn ontleend aan het gemeentewapen.